# Малошуйка
Малошу́йка — посёлок городского типа в Онежском районе Архангельской области Российской Федерации. Административный центр Малошуйского городского поселения.

## География
Расположен на реке Малошуйке, в 7 км от побережья Белого моря, в 40 км к юго-западу от Онеги, к востоку от Маленьги. Крупная станция Северной железной дороги на линии Обозерская — Беломорск.

## Население
| 1959  | 1970  | 1979  | 1989  | 2002  | 2009  | 2010  | 2011  | 2012  |
| ----- | ----- | ----- | ----- | ----- | ----- | ----- | ----- | ----- |
| 8029  | ↘4489 | ↘4331 | ↘3972 | ↘3164 | ↘2893 | ↘2886 | ↘2870 | ↘2821 |
| 2013  | 2014  | 2015  | 2016  | 2017  | 2018  | 2019  | 2020  | 2021  |
| ↘2698 | ↗2771 | ↘2687 | ↘2618 | ↘2543 | ↘2428 | ↘2351 | ↘2320 | ↘1999 |
| 2023  |       |       |       |       |       |       |       |       |
| ↘1942 |       |       |       |       |       |       |       |       |

## История
Волость Малая Шуйка Турчасовского стана Каргопольского уезда, принадлежавшая Кожеозерскому монастырю, впервые упоминается в 1638 году. В годы сталинского террора здесь находилось 3-е лагерное отделение Сорокалага. Статус посёлка городского типа Малошуйка получила 20 августа 1943 года. В 1963—1965 годах Малошуйка входила в состав Плесецкого промышленного района.

## Экономика
Малошуйка в первую очередь посёлок железнодорожников. Станция Малошуйка — крупнейшая на железнодорожной магистрали Обозерская — Беломорск. Оборотное локомотивное депо ТД-64 (Северной железной дороги), путевая часть. Леспромхоз (ликвидирован), растворный узел, газохранилище.
Малошуйскому леспромхозу принадлежала узкоколейная железная дорога, уходившая на десятки километров в южном направлении. Разобрана в 2006 году.

## Культура
Дом культуры.

## Достопримечательности
В деревне Абрамовская, расположенной в 2 км от поселка, сохранился ансамбль (тройник) деревянных церквей: Сретенская (1873 г.), Никольская, выстроенная в шатровом стиле (1638 г.), и колокольня 1807 года постройки.

## Топографические карты
- Лист карты P-37-I,II Малошуйка. Масштаб: 1 : 200 000. Указать дату выпуска/состояния местности.
- Малошуйка на карте Wikimapia